# Labirintul: Evadarea (film)
Labirintul: Evadarea (titlu original: The Maze Runner) este un film american SF distopic de acțiune thriller postapocaliptic din 2014 regizat de Wes Ball (debut regizoral). Scenariul este bazat pe un roman pentru tineret din 2009 scris de James Dashner. Rolurile principale au fost interpretate de actorii Dylan O'Brien, Kaya Scodelario, Thomas Brodie-Sangster, Will Poulter și Ki Hong Lee.
O continuare, denumită Scorch Trials, este programată pentru a avea premiera la 18 septembrie 2015 în Statele Unite.

## Prezentare
Filmul începe cu un băiat aflat într-un lift care urcă încet, acesta nemaiștiind nimic din trecutul său.  Liftul se oprește, ușile se deschid și băiatul (care mai târziu își dă seama că îl cheamă Thomas) ajunge în Luminiș - o colonie formată numai din băieți care trăiesc într-un spațiu enorm înconjurat de ziduri uriașe de beton cu porți care se deschid și închid la anumite ore dincolo de care se află un labirint plin de pericole.

## Distribuție
- Dylan O'Brien - Thomas
- Kaya Scodelario - Teresa
- Thomas Sangster - Newt
- Aml Ameen - Alby, conducătorul băieților, primul ajuns în Luminiș
- Will Poulter - Gally
- Ki Hong Lee - Minho
- Blake Cooper - Chuck
- Chris Sheffield - Ben
- Jacob Latimore - Jeff
- Alexander Flores - Winston
- Dexter Darden - Frypan, bucătar șef
- Joe Adler - Zart
- Randall D. Cunningham -: Clint
- Patricia Clarkson - Ava Paige
- Don McManus - om mascat

## Încasări
Labirintul: Evadarea a debutat pe primul loc în box-office-ul nord-american, având încasări de 32,5 milioane de dolari în primele trei zile.